# Parc provincial de Driftwood Canyon
Le parc provincial de Driftwood Canyon (anglais : Driftwood Canyon Provincial Park) est un parc provincial en Colombie-Britannique, au Canada. 
Le parc provincial de Driftwood Canyon couvre 23 ha dans la vallée Bulkley, à l'est du ruisseau Driftwood, un affluent de la rivière Bulkley, à 10 km au nord-est de la ville de Smithers. Le parc est accessible à partir de Driftwood Road et de l'autoroute provinciale n°13 (Route Yellowhead). Il a été créé en 1967 par la donation de terrain de feu Gordon Harvey (1913-1976) pour protéger les fossiles sur le côté est de Driftwood Creek. Les lits ont été découverts vers le début du XXe siècle. Les terres du parc font partie du territoire traditionnel de la Wet'suwet'en First Nation (en),.

## Paléontologie

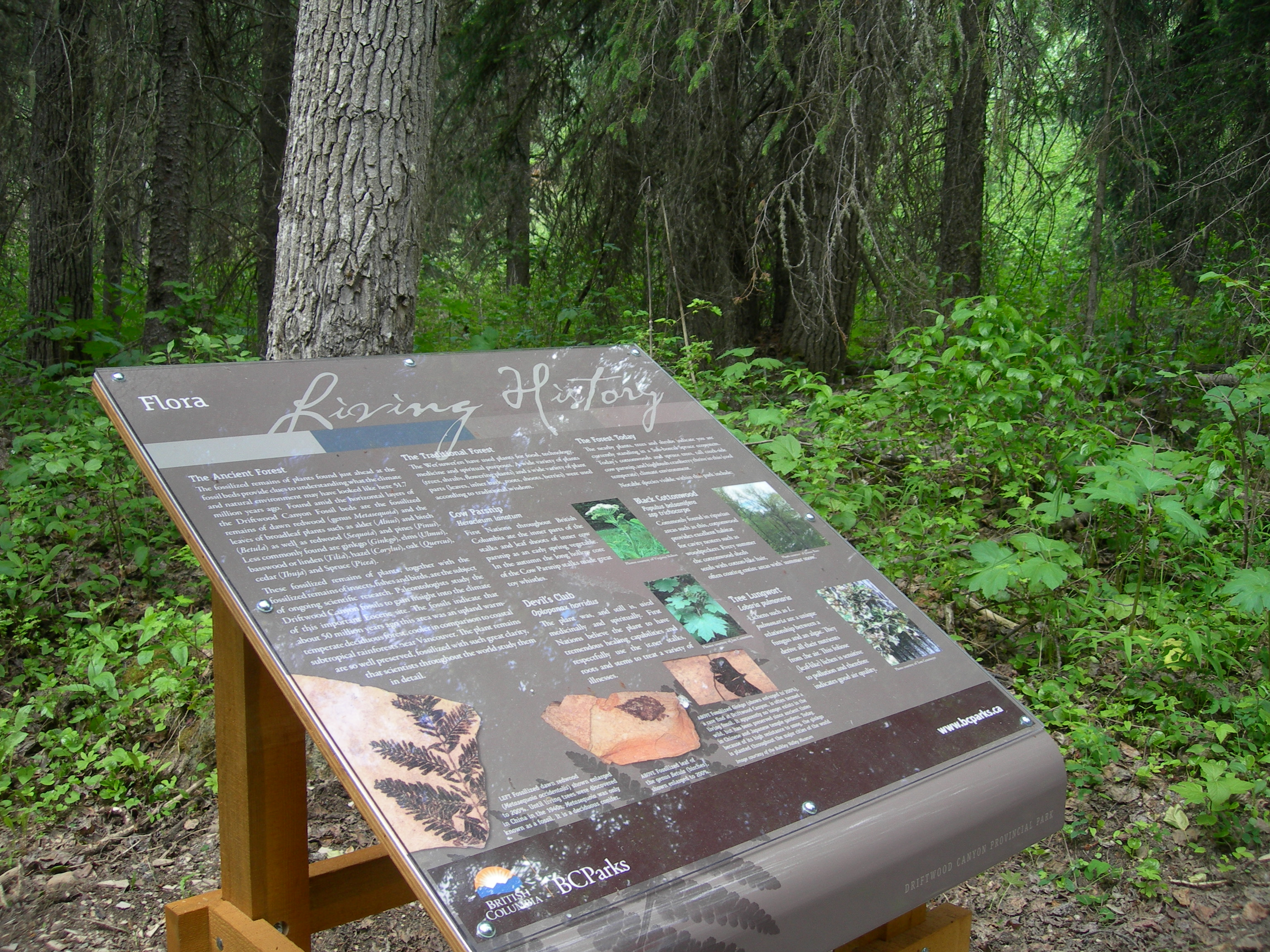
Informations sur le parcours de Driftwood Canyon.

Les études paléontologiques et géologiques de dépôts semblables au canyon de Driftwood réalisées à l'est et plus au sud à l'intérieur de la Colombie-Britannique renvoient au travail effectué par George Mercer Dawson et John William Dawson dans les années 1870 à 1890 dans le cadre de l'enquête sur la Colombie-Britannique pour la Commission géologique du Canada et D.P. Penhallow, DP, 1908,. 
Les poissons fossiles de Driftwood Canyon dans le musée canadien de la nature comprennent des spécimens recueillis dans les années 1930. Cependant, les fossiles de Driftwood Canyon (aussi connu sous le nom de Driftwood Creek beds) n'ont été étudiés que depuis les années 1950,,,,.
Les gisements de fossiles de Driftwood Canyon sont mieux connus pour les insectes et poissons fossiles (Bowfin Amia), Amyzon Amyzon (Amyzon) (Eosalmo), abondants et bien conservés. Les insectes sont particulièrement diversifiés et bien conservés, et incluent araignée d'eau (Gerridae), puceron (Aphididae), cicadelle (Cicadellidae), chrysope (Neuroptera), cercope (Cercopidae), mouche de mars (Bibionidae), panorpe (Mecoptera), fungus gnats (Mycetophilidae), charançon scarabée (Curculionidae), et ichneumons,,,. Une espèce fossile de (Neuroptera, Chrysopidae) a été récemment nommée Pseudochrysopa harveyi en l'honneur du fondateur du parc, Gordon Harvey. 
Des plumes fossiles sont parfois trouvées et de rares ossements de rongeurs sont parfois présents dans les coprolithes de poissons. Plus récemment, des dendroctones fossiles (Bruchidae) ont été décrits dans les gisements, ce qui confirme la présence de palmiers (Arecaceae) dans l'environnement local au début de l'Éocène.
Les fossiles de restes de plantes sont rares, mais incluent jusqu'à 29 générations de plantes. Les fossiles les plus communs trouvés sont des pousses feuillues du Metasequoia et la fougère flottante Azolla primaeva comme tapis de plantes ou comme fossiles isolés. 
On trouve aussi des feuilles d'aulne ( [Alnus]  sp.) ainsi que des feuilles ou des aiguilles et des graines de pins ([Pinus] sp.), Pseudolarix sp.), les cèdres ( Chamaecyparis et / ou Thuya spp.),  Sequoia  sp.) et rare Ginkgo et sassafras ( Sassafras hesperia ). Un cône de pin périminéralisé (Pinus driftwoodensis) et un feuillage associé à 2 aiguilles ont été décrits dans le site dans les années 1980.
Des fleurs rares et des graines de plantes à fleurs ont été rassemblées :  Ulmus ,  Florissantia  et  Dipteronia , érables (  Acer . Spp.) qui se développent aujourd'hui en Asie orientale.